# دیولای

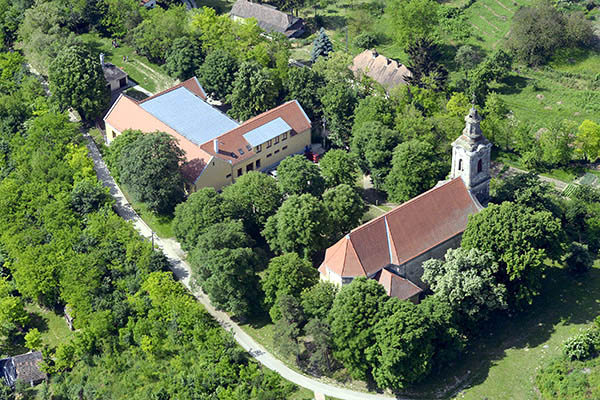
Gyulaj، کلیسای معراج عیسی مسیح. این کلیسا در سال 1754 به سبک باروک ساخته شد[1]. عکس هوایی

دیولای (به مجاری:  Gyulaj) یک شهرداری در مجارستان است که در ناحیه دومبووار واقع شده‌است. دیولای ۷۰٫۸۲ کیلومتر مربع مساحت و ۱٬۱۱۲ نفر جمعیت دارد.